# Зеленівка (Лозівський район)
Зеле́нівка —  село в Україні, у Лозівському районі Харківської області. Населення становить 15 осіб. Входить до складу Біляївської селищної громади.

## Географія
Село Зеленівка знаходиться на лівому березі річки Берека в верхів'ях Берекського водосховища, вище за течією на відстані 3 км розташоване село Олексіївка, нижче за течією на відстані 1 км розташоване село Булацелівка.

## Історія
- 1850 - дата заснування.
- 12 червня 2020 року, відповідно до Розпорядження Кабінету Міністрів України  № 725-р «Про визначення адміністративних центрів та затвердження територій територіальних громад Харківської області», увійшло до складу Біляївської селищної громади[1].
- 19 липня 2020 року, в результаті адміністративно - територіальної реформи та ліквідації Первомайського району, село увійшло до складу Лозівського району Харківської області[2].